# غول‌آسا (فیلم)
غول آسا (انگلیسی: Colossal) یک فیلم علمی–تخیلی کمدی به نویسندگی و کارگردانی ناچو ویگالوندو است که در سال ۲۰۱۶ منتشر شد. از بازیگران آن می‌توان به ان هتوی، دن استیونز، جیسون سودیکیس، آستین استول، و تیم بلیک نلسون اشاره کرد.
نخستین نمایش فیلم در جشنواره بین‌المللی فیلم تورنتو سال ۲۰۱۶ بود، و سپس در تاریخ ۷ آوریل ۲۰۱۷ در ایالات متحده اکران شد.

## داستان

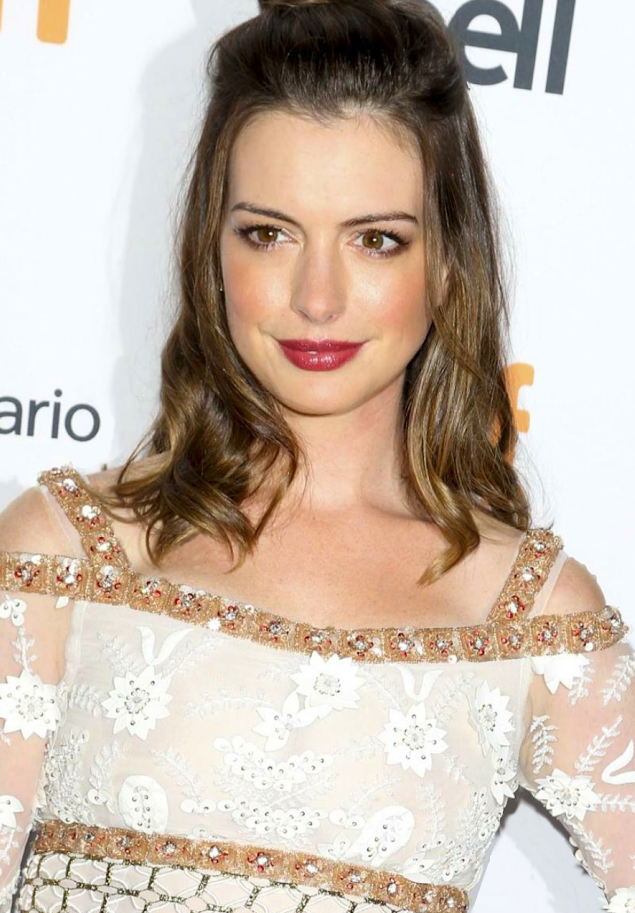
ان هتوی در جشنوارۀ بین‌المللی فیلم تورنتو ۲۰۱۶

داستان فیلم دربارهٔ دو دوست است به نام‌های گلوریا (ان هتوی) و اسکار (جیسون سودیکیس) که از دوران دبستان همدیگر را می‌شناسند و دوست بودند. زمانی که این دو دوست بزرگ می‌شوند گلوریا به نیویورک می‌رود و نویسندهٔ یک سایت خبری اینترنتی می‌شود و با تیم (دن استیونز) دوست می‌شود و در خانهٔ تیم زندگی می‌کند و به الکل معتاد می‌شود و تیم که از این رفتار خسته شده‌است گلوریا را از خانهٔ خود بیرون می‌کند تا گلوریا کمی خودش را جمع و جور کند. گلوریا به خانهٔ قدیمی پدر و مادرش در یک شهر کوچک که الان خالی است می‌رود و در آنجا اسکار را دوباره ملاقات می‌کند که الان صاحب بار پدرش است. اسکار گلوریا را استخدام می‌کند. در این شهر کوچک یک پارک هست که زمانی که گلوریا به آنجا می‌رود سره ساعت ۸:۰۵ صبح در شهر سئول به یک هیولا تبدیل می‌شود ولی در اوایل فیلم نمی‌داند که این اتفاق می‌افتد (البته هنوز در آن شهر کوچک انسان است مثلاً زمانی که به خانهٔ والدین اش می‌رسد و یک شب را در آنجا سپری می‌کند تصمیم می‌گیرد که یک تشک بادی بخرد وقتی که در حال حمل تشک از پارک می‌گذرد در شهر سئول همزمان یک هیولا با همان شیوه رد می‌شود) و …